# Rafael ze Sant’Elia a Pianisi
Rafael ze Sant'Elia a Pianisi, O.F.M.Cap. (14. prosince 1816, Sant'Elia a Pianisi – 6. ledna 1901, Sant'Elia a Pianisi) byl italský kněz Řádu menších bratří kapucínů.

## Život
Narodil se 14. prosince 1816 v Sant'Elia a Pianisi jako Domenico Petruccelli, syn Salvatora Petruccelliho a Brigidy Mastrovity. Byl pokřtěn otcem Michelangelem Spinellim. Dne 10. listopadu 1834 vstoupil do noviciátu kapucínů v Morcone a získal jméno Rafael. Přesně o rok později složil své věčné sliby. V letech 1836 až 1840 studoval životopisy v konventech v Agnone, Serracapriole, Bovinu a Larinu. Dne 29. března 1840 byl v Larinu vysvěcen na kněze. Roku 1852 se vrátil do Morcone a stal se vice-mistrem noviců. Roku 1857 odešel do Campobasso kde sloužil v kostele Madonna della Libera. Byl velmi oddaný Bohu a pokorný. Za svůj život měl několik vydění Panny Marie.
Roku 1865 odešel zpět do svého kláštera. Roku 1866 byl převeden do Morcone kde byl duchovním otcem noviců. Dne 18. září 1900 odešel zpět do svého rodného města. Od poloviny prosince už nebyl schopen slavit mši z důvodu vysokého roku. Zemřel 6. ledna 1901 na svátek Zjevení Páně.
Dne 26. dubna 1936 byly jeho ostatky přeneseny do kostela konventu, kde jsou zachovány a uctívány.
Roku 1949 začal kanonizační proces v arcidiecézi Benevento, který byl na diecézní úrovni ve spěchu uzavřen roku 1951. Oficiální uzavření procesu na diecézní úrovni proběhlo dne 17. června 2006. Dne 6. dubna 2019 uznal papež František jeho hrdinské ctnosti a tím mu náleží titul Ctihodný